# Gonanticlea yunnanensis
Gonanticlea yunnanensis är en fjärilsart som beskrevs av Louis Beethoven Prout 1939. Gonanticlea yunnanensis ingår i släktet Gonanticlea och familjen mätare. Inga underarter finns listade i Catalogue of Life.